# 郑家集乡
郑家集乡，是中华人民共和国河南省周口市鹿邑县下辖的一个乡镇级行政单位。

## 行政区划
郑家集乡下辖以下地区：
郑集社区、冯李社区、陈庄村、大张营村、孙桥村、尚桥村、曹牌村、周楼村、孙楼村、韩楼村、王竹园村、刘小庙村和焦庄村。